# 侵密室友
是一部2018年美國心理驚悚片。由尼爾·喬丹執導，並由喬丹與雷·賴特撰寫劇本。主要演員包括克蘿伊·摩蕾茲、伊莎貝·雨蓓及麥卡·門羅。電影主要講述一位年輕女孩跟一位寂寞遺孀成為好朋友，而該遺孀卻因一次「誤會」從此開始充滿惡意癡迷於她。
《侵密室友》於2018年9月6日在多倫多國際影展上首映，後由焦點影業定於2019年3月1日起於紐約市有限上映，全球獲得1550萬美元的票房，並獲得中等的評價。

## 劇情
居住在紐約的年輕女侍應法蘭絲·麥卡倫，一晚搭乘地鐵時撿到一個別人忘在座位上的精美綠色手提包，由於失物招領處休班而只能將包撿回家，靠裡面的駕照得知包的主人為法裔鋼琴教師葛蕾塔·希迪格。法蘭絲隔天拜訪葛蕾塔的家而歸還，被她邀請進家裡喝咖啡作為感謝，葛蕾塔介紹她是遺孀，女兒留在巴黎進修。法蘭絲不久前剛經歷母親過世，還很少跟只專注工作的父親來往，因此在葛蕾塔身上找到一點母愛感覺，加上兩人興趣愛好也相似，以至於後來一段時間裡經常去跟葛蕾塔獨處。直到一晚，法蘭絲受邀陪她做晚餐時，無意間在葛蕾塔櫥櫃中發現多數綠色手包，跟自己之前撿到的完全一樣，裡面不但都裝有她疑似偽造的駕照，包上甚至貼著自己跟另一名女孩的姓名和電話號碼。對此不安的法蘭絲認為葛蕾塔設局騙她後，吃完晚餐馬上離開她家，決定跟她切斷一切往來。
之後，葛蕾塔聯繫不上法蘭絲後開始跟蹤她，徹夜不停地致電她及發簡訊，後來幾度出現在法蘭絲工作的餐廳外面。法蘭絲試圖報警處理，但警察表示葛蕾塔的行為不算犯罪。之後，葛蕾塔開始為法蘭絲發送騷擾短信，一路跟拍法蘭絲的室友埃莉卡。葛蕾塔之後還出現在法蘭絲公寓門口，就在法蘭絲憤怒地告誡她不要再干擾她的生活後，葛蕾塔便將嘴中口香糖吐在法蘭絲頭髮上。法蘭絲陪埃莉卡準備對葛蕾塔發佈限制令，但得知聽證會要等數個月。葛蕾塔幾天後再度出現在法蘭絲工作的餐廳，當眾朝法蘭絲發怒後被趕出餐廳，後來被送至醫院診斷精神。
法蘭絲的父親克里斯得知這件事，因工作繁忙而希望法蘭絲盡其所能跟葛蕾塔劃清界限。法蘭絲得知葛蕾塔已離開醫院，想辦法聯繫一名熟悉葛蕾塔背景的女子雅莉克莎·哈蒙見面，獲知葛蕾塔實為匈牙利人，患有嚴重跟戀愛強迫症有關的精神疾病，其女兒妮可拉也已自殺。法蘭絲對於選擇陪父親離開紐約、或是陪埃莉卡出國散心而左右為難，但還是先採取埃莉卡的建議，在教堂會見精神處於不穩定狀態的葛蕾塔，騙她說自己即將離開紐約而道別。然而隔天，葛蕾塔趁法蘭絲外出時潛入她家中，往她的咖啡杯裡下麻醉藥，隨後將麻倒的法蘭絲擄回家，關進位於她鋼琴後方的一間密室中。
法蘭絲醒後發現密室像是女孩的房間，周圍散落著玩具、女性衣物、以及一名醫科女大學生的證件，意識到這名女孩同樣遭到綁架。遭受禁錮的法蘭絲受葛蕾塔強迫學鋼琴和匈牙利語，葛蕾塔同時用法蘭絲的手機，冒充她的名義來為埃莉卡和克里斯發訊息來掩蓋其失蹤。後來，法蘭絲陪葛蕾塔做點心時，砸斷她的一根手指且敲昏她，但四周全部上鎖且寸步難行，跑到地下室躲避找到被葛蕾塔綁架的上一位女孩，其被裹入袋子裡幾近窒息。葛蕾塔追上來將法蘭絲抓回去，從此將她束縛手腳、蒙住嘴綁在密室床上。克里斯親自來到埃莉卡家探望時才發現法蘭絲失蹤，隨後僱用私家偵探布萊恩·寇迪，其調查葛蕾塔的底細後到她家裡拜訪，最後發現鋼琴後面有密室。但在他打開密室之前，葛蕾塔搶先將布萊恩用麻醉藥制伏，最後被葛蕾塔用他自己的槍殺害藏屍。
法蘭絲一段時間下來持續被監禁，受不了孤單的葛蕾塔開始故伎重演，又將一個手提包留在地鐵中等人上鉤。一名褐髮女孩撿到手提包並拜訪葛蕾塔的家，當時仍被綁床上的法蘭絲無法引起對方女孩注意。而喝咖啡時，葛蕾塔突然感到身體虛弱而倒在地上，對她下藥的褐髮女孩拿下假髮揭示她是埃莉卡，這段時間一直在地鐵中尋找該手提包來找自己的朋友。埃莉卡打開密室救出法蘭絲，兩人最終合作將昏迷的葛蕾塔放入堆滿玩具的箱子中，用一個埃菲爾鐵塔的小銅像鎖住。兩人隨後離開準備匿名報警抓她，但鎖著箱子的銅像因葛蕾塔掙扎而開始慢慢滑落。

## 演員
- 伊莎貝·雨蓓 飾演 葛蕾塔·希迪格（Greta Hideg）
- 克蘿伊·摩蕾茲 飾演 法蘭絲·麥卡倫（Frances McCullen）
- 瑪嘉·夢露 飾演 埃莉卡·潘（Erica Penn）
- 科魯姆·費奧瑞 飾演 克里斯·麥卡倫（Chris McCullen）
- 史蒂芬·雷亞（英语：Stephen Rea） 飾演 布萊恩·寇迪（Brian Cody）
- 札薇·艾希頓 飾演 雅莉克莎·哈蒙（Alexa Hammond）

## 外部連結
- 互联网电影数据库（IMDb）上《侵密室友》的资料（英文）
- Metacritic上《侵密室友》的資料（英文）
- 爛番茄上《侵密室友》的資料（英文）
- 豆瓣电影上《侵密室友》的資料 （简体中文）